# Kistétényi Melinda

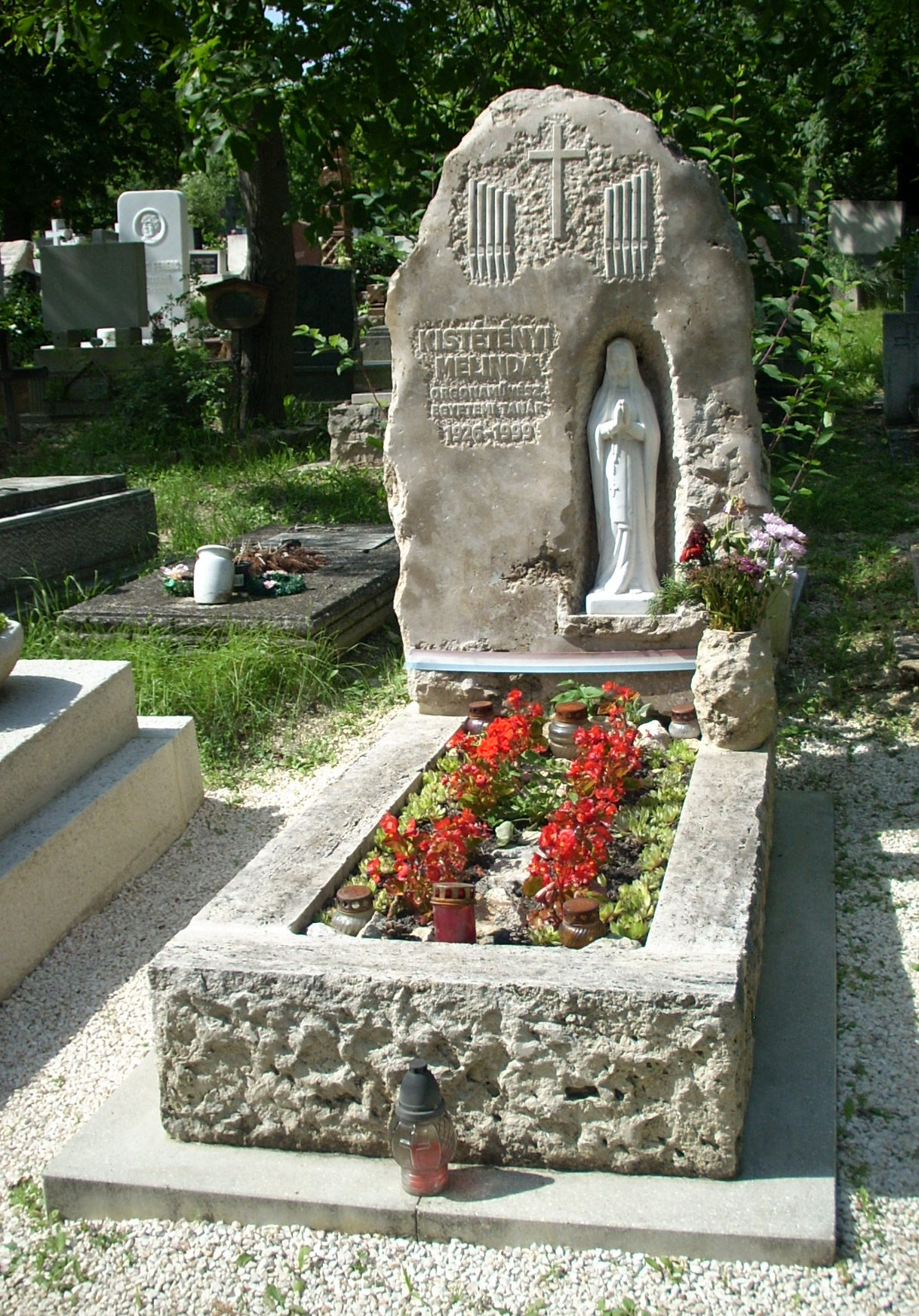
Sírja a Farkasréti temetőben

Kistétényi Melinda, másként: Keindl (Budapest, 1926. július 25. – Budapest, 1999. október 20.) magyar zeneszerző, karvezető, orgonaművész, zenepedagógus.

## Életútja
A Zeneakadémián Bárdos Lajosnál egyházzenét, Viski Jánosnál zeneszerzést tanult, Ferencsik Jánoshoz karnagyképzőre járt, végül 1949-ben középiskolai énektanár és karvezető diplomát szerzett.
Helyettes karnagy és korrepetitor volt a SZOT-kórusnál, majd a Zeneakadémián először énektanárok mellett, majd a karvezetés tanszakon dolgozott korrepetitorként. 1955-től óraadó tanár, majd 1957-től kinevezett szolfézstanár volt, 1989-es nyugalomba vonulásáig. Növendékei közé tartozott többek közt Schiff András, Kocsis Zoltán, Fischer Iván, Ránki Dezső, Dráfi Kálmán, Sass Sylvia, Varnus Xavér és Kincses Veronika is. A zeneelmélet, a szolfézs és az improvizáció kiemelkedő tudású oktatója volt.
Orgonistaként többször is fellépett Prágában és Budapesten, legendás rögtönző volt, hangversenyeit gyakran úgy állította össze, hogy a második rész improvizációból álljon. Foglalkozott dalok, kórusművek és oratóriumok szövegeinek fordításával és írásával is, pl. ő írta Kodály Epigrammáinak szövegét.
Dalokat, kórusműveket írt Petőfi Sándor, Ady Endre, Juhász Gyula, Tóth Árpád, Arany János, József Attila, Weöres Sándor verseire, valamint Shakespeare szonettjeire. Két táncjáték, A halálra táncoltatott lány balladája és a Szerenád is az ő nevéhez fűződik, ez utóbbit külföldön is bemutatták. Feldolgozott walesi, skót és angol népdalokat is.
Sírja a Farkasréti temetőben található [25–4–5].
De hát kire vár az óhajtott megváltó szerep ha nem Melindára, akinek Bachtól Gerschwinig sőt Bágyáig minden a kisujjában van, s még énekelni is tud hozzá!
Mindent tudott a muzsikáról. Egy olyan zenei világban, ahol negyedművelt és nyolcadtehetségű sarlatánokat szembezseniztek, Melinda maga volt Isten Földre tévedt hangja. Vasárnapról-vasárnapra ott remegtem mellette az Angolkisasszonyok Váci utcai templomában, hogy segédkezhessek néki a hangszínek kapcsolgatásában, és alig vártam az áldoztatás perceit, mikor is Melinda barokk stílusban improvizálni kezdett. Sokáig úgy gondoltam, hogy csupán emlékeim szépítik oly magasztossá azoknak a kis rögtönzéseknek az emlékét. De most, amikor előkerülnek az egykori magnókazetták, elsápadok. Ez a nő tényleg az Isten jelenése!

## Főbb művei
- Oboaszvit (1957)
- Orgonaszvit (1957)
- Orgonaverseny (1962)
- Adj már csendességet! (1971)
- A vízrenéző (1972–73)
- Járkálj csak, halálraítélt (1978)
- Sonata for Trombone Solo (????)